# Vista (California)
Vista è una città degli Stati Uniti, situata nel sud della California, nella Contea di San Diego.

## Infrastrutture e trasporti
La città è servita dal servizio ferroviario suburbano Sprinter.